# Cimitero ebraico di Mount Hebron

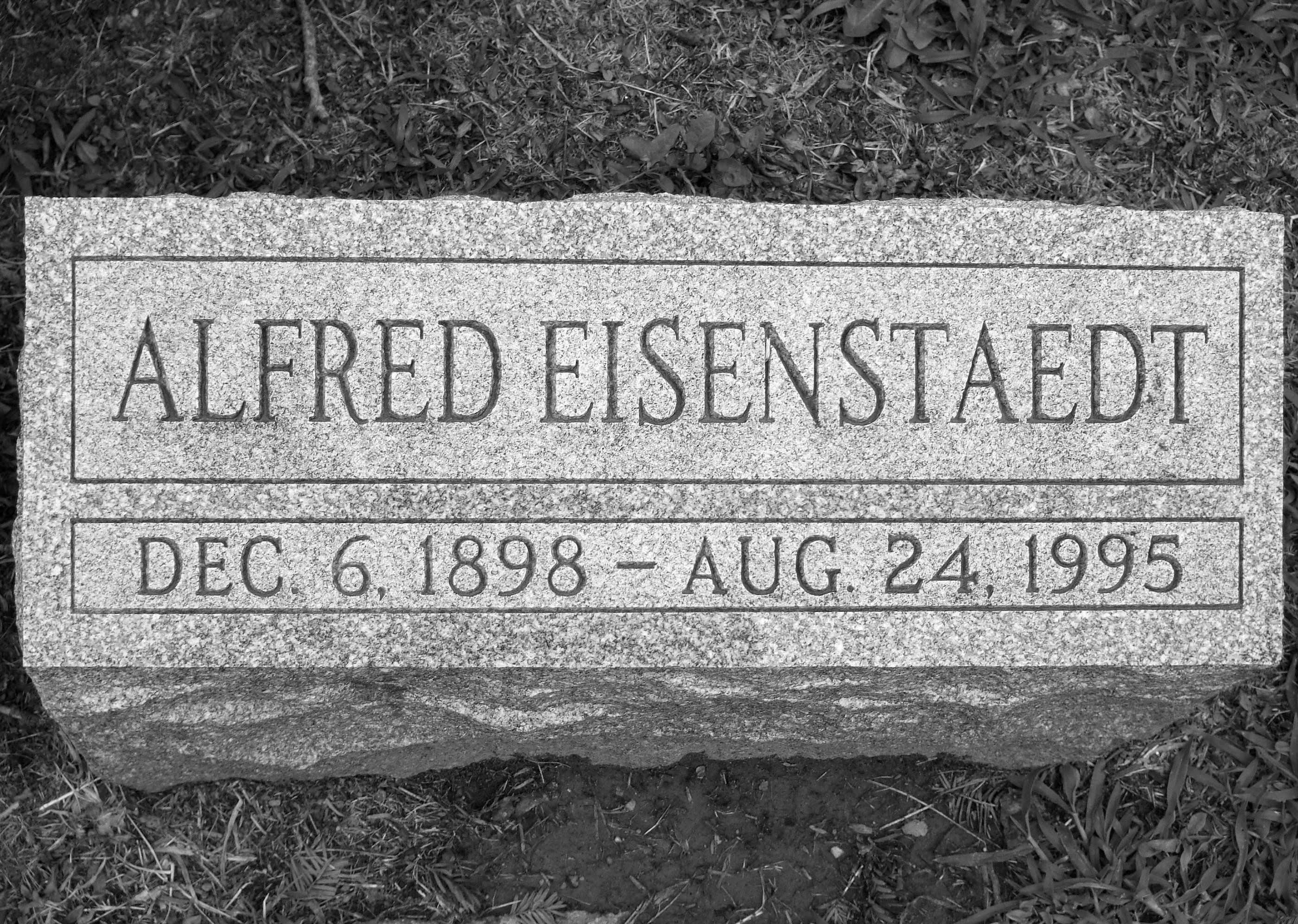
Alfred Eisenstaedt

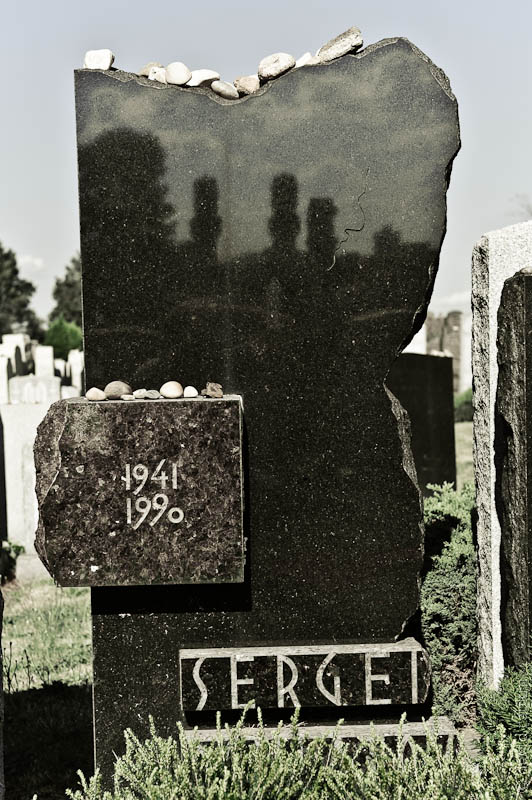
Sergei Dovlatov

Il Mount Hebron è un cimitero ebraico situato a Flushing, nel Queens, a New York.

## Storia
Fu fondato nel 1903 come sezione ebraica del Cimitero di Cedar Grove e occupa la stragrande maggioranza dei terreni di Cedar Grove. Il cimitero si trova nell'ex tenuta di Spring Hill del governatore coloniale Cadwallader Colden. È noto per la sua sezione teatrale yiddish. Circa 217.000 persone sono state sepolte nel Mount Hebron da quando è stato aperto.
C'è una grande sezione del Circolo dei Lavoratori sia in Cedar Grove che nel Cimitero di Mount Hebron, con circa 12.000 sepolture di membri ebrei e non ebrei del Circolo dei Lavoratori.
C'è anche un grande monumento eretto da immigrati e discendenti di immigrati dalla città di Grodno in quella che oggi è la Bielorussia occidentale. Il monumento è dedicato "In memoriam ai nostri cari genitori, fratelli e sorelle della città di Grodno e dintorni che furono brutalmente perseguitati e uccisi dai nazisti durante la seconda guerra mondiale". Questo è uno dei tanti monumenti del genere nel cimitero.
Una parte del blocco 67 del cimitero di Mount Hebron è riservata alle persone che hanno lavorato nell'industria teatrale yiddish di New York.

## Sepolture importanti
- Celia Adler (1889–1979), attrice del teatro yiddish
- Henrietta Jacobson Adler (1906–1988), attrice del teatro yiddish
- Julius Adler (1906–1994), attore del teatro yiddish
- Jules Bender (1914–1982), stella del basket universitario[8]
- Mina Bern (1911–2010), attrice del teatro yiddish[9]
- Ben Bernie (1891–1943), bandleader e personaggio radiofonico[10]
- Max Bozyk (approx. 1899–1970), attore del teatro yiddish[11]
- Reizl Bozyk (1914–1993), attrice del teatro yiddish[12]
- Paulina Lavitz Brav (1879-1959), attrice del teatro yiddish
- Rabbi Chaim Noach Brevda (1914-1999), rabbino, Brighton Beach, Brooklyn
- Louis Buchalter (1897–1944), figura della criminalità organizzata, capo di Murder, Inc.[13]
- Lillian Lux Burstein (1918–2005), attrice del teatro yiddish
- Pesach'ke Burstein (1896–1986), attore del teatro yiddish
- Louis Cohen (1904–1939), gangster
- Isidore Dollinger (1903–2000), senatore e membro dell'Assemblea dello Stato di New York, Membro del Congresso degli Stati Uniti e Procuratore Distrettuale della Contea del Bronx
- Sergei Dovlatov (1941–1990), scrittore
- Alfred Eisenstaedt (1898–1995), fotoreporter[14]
- Shep Fields (1910–1981), bandleader
- Misha Fishzon (1884–1949)
- Jack Gilford (1908–1990) attore cinematografico, teatrale e televisivo [15]
- Madeline Lee Gilford (1923–2008), attrice cinematografica e teatrale, produttrice teatrale, moglie di Jack Gilford[16]
- Jennie Goldstein (1896–1960), attrice del teatro yiddish[17]
- Selig Grossinger (d. 12/18/1931), fondatore di Grossinger's, il famoso resort ebraico di Catskill. Nella tomba sono sepolti anche sua moglie e diversi discendenti. Faceva parte della cooperativa sociale della Congregazione Balegroder.[18]
- Herman Hupfeld (1894-1951), compositore di Broadway e autore della canzone As Time Goes By
- Max Jacobson (1900–1979), medico spesso noto come Dr. Feelgood
- Marvin Kaplan (1927–2016), attore
- Nathan Kaplan (1891–1923), gangster[19]
- Alan King (1927–2004), attore
- Abraham Landau (1895–1935), gangster
- Eddie Layton (1925–2004), organista degli New York Yankees[20][21]
- Aaron Lebedeff (1873–1960), attore del teatro yiddish
- Fred Lebow (1932–1994), fondatore della New York City Marathon e presidente del New York Road Runners Club[22]
- Raphael Lemkin (1900–1959), avvocato e giurista
- Robert Leonhardt (1873-1923), cantante lirico austriaco
- Shifra Lerer (1915–2011), attrice del teatro yiddish[7][23]
- Menashe Oppenheim (1905–1973), attore di teatro e cinema yiddish
- Sam Paul (1874–1927), giocatore d'azzardo, personaggio della malavita, uomo d'affari e organizzatore politico[24]
- Jack Pearl (1894–1982), attore di vaudeville e comico radiofonico
- Nathan D. Perlman (1887–1952), membro del Congresso degli Stati Uniti[25]
- Molly Picon Kalich (1898–1992), attrice del teatro yiddish
- Gregory Ratoff (1893–1960), attore e regista di teatro yiddish e di Hollywood[26][27]
- Jack Rechtzeit (1903–1988), attore del teatro yiddish
- Miriam Kressyn Rexite (1910–1996), attrice del teatro yiddish e cantante
- Seymour Rexite (1908–2002), attore e cantante di teatro yiddish
- Solomon Schechter (1847–1915), teologo ebreo conservatore[28]
- Fred Schmertz (1888–1976), membro fondatore dei Millrose Games[29] e direttore del meeting dal 1934 al 1974[30]
- Maurice Schwartz (1891–1960), attore del teatro yiddish
- Ben Selvin (1898-1980), musicista jazz
- William I. Sirovich (1882–1939), membro del Congresso degli Stati Uniti[31]
- Menasha Skulnik (1892–1970), attore del teatro yiddish[32]
- Bertha Kalich Spachner (d. 1874–1939), attrice del teatro yiddish
- Bessie Thomashefsky (1873–1962), attrice del teatro yiddish
- Boris Pinhasovič Tomaševskij (1866–1939), attore del teatro yiddish[33]
- Emanuel Weiss (1906–1944), figura della criminalità organizzata, membro di Murder, Inc. e socio di Louis Buchalter[13]
- Una Tomba di guerra del Commonwealth britannico, di un soldato dei Royal Canadian Army Medical Corps della prima guerra mondiale[34]